# بروشگورن
بروشگورن (به لاتین: Bruschghorn) یک کوه در سوئیس است که در کانتون گراوبوندن واقع شده‌است. بروشگورن ۳٬۰۵۶ متر بالاتر از سطح دریا واقع شده‌است.